# Enrique Etcheverry
Enrique Etcheverry, vollständiger Name José Enrique Etcheverry Mendoza, (* 10. Mai 1996 in Melo) ist ein uruguayischer Fußballspieler.

## Karriere

### Verein
Der 1,76 Meter große Defensivakteur Etcheverry gehört seit 2014 dem Kader des uruguayischen Erstligisten Defensor an, aus dessen Nachwuchsmannschaft er hervorging. In der Saison 2013/14 kam er dort bis zum Abschluss der Clausura 2014 zu zwei Einsätzen (kein Tor) in der Primera División. Zudem lief Etcheverry zweimal (kein Tor) in der Copa Libertadores 2014 auf, bei der die Montevideaner bis ins Halbfinale vorstießen. In den Spielzeiten 2014/15 und 2015/16 wurde er nicht in der höchsten uruguayischen Spielklasse eingesetzt. Anfang Juli 2016 wurde er an den Erstligaaufsteiger Boston River ausgeliehen. Dort kam er in der Saison 2016 sechsmal (kein Tor) in der Liga zum Einsatz.

### Nationalmannschaft
Etcheverry debütierte unter Trainer Fabián Coito am 17. Oktober 2012 im mit 6:0 gewonnenen Aufeinandertreffen mit dem chilenischen Team in der uruguayischen U-17-Nationalmannschaft. Er gehörte dem Aufgebot bei der U-17-Südamerikameisterschaft 2013 in Argentinien an. Auch war er Teil des Kaders, der bei der U-17-Weltmeisterschaft 2013 das Viertelfinale erreichte. Im Verlaufe des Turniers bestritt er vier Spiele. Einen Treffer erzielte er nicht. Insgesamt absolvierte er für die U-17 seit seinem Debüt mindestens 26 Länderspiele und schoss ein Tor.
Überdies kam Etcheverry bereits in der U-20-Auswahl Uruguays zum Einsatz. Am 15. April 2014 wurde er beim 3:0-Sieg über Chile eingewechselt. In der mit einem 1:1-Unentschieden endenden Partie denselben Gegner am 17. April 2014 schoss er das Tor für Uruguay. Weitere Länderspieleinsätze folgten am 4. August 2014 und 22. September 2014. Gegner war jeweils Peru.
Er gehörte dem uruguayischen Aufgebot bei der U-20-Südamerikameisterschaft 2015 in Uruguay an.